# YP体制
YP体制，是日本政治里表达第二次世界大战后的世界秩序的特有名词。

## 概要
Y和P分别是雅爾達（Yalta）和波茨坦（Potsdam）两个英语单词的缩写，指雅尔塔会议及波茨坦公告建立的戰後體制：
- 雅尔塔会议和冷战造就了美苏在世界各地的霸权主义，干扰别国内政，侵害了别的国家民族自决的机会

- 由于波茨坦公告内容的生效，日本被迫在駐日盟軍總司令的占领下编修了现在依然通用的日本国宪法，其中有不少内容，如宪法9条和宪法23条，都一定程度上限制了日本在国际舞台上的发展

由此，相当数量的日本中道右派和极右政治团体希望通过修改宪法、破却YP体制，让日本恢复战前的状态和国际地位。